# Сьрудбоже (Плонський повіт)
Сьрудбоже (пол. Śródborze) — село в Польщі, у гміні Бабошево Плонського повіту Мазовецького воєводства.
Населення — 202 особи (2011).
У 1975-1998 роках село належало до Цехановського воєводства.

## Демографія
Демографічна структура станом на 31 березня 2011 року:
|          | Загалом | Допрацездатний вік | Працездатний вік | Постпрацездатний вік |
| -------- | ------- | ------------------ | ---------------- | -------------------- |
| Чоловіки | 102     | 27                 | 62               | 13                   |
| Жінки    | 100     | 19                 | 53               | 28                   |
| Разом    | 202     | 46                 | 115              | 41                   |